# Hrast plutovec
Hrast plutovec (znanstveno ime Quercus suber) je značilno zimzeleno drevo v Južni Evropi. Iz njegove skorje pridobivajo pluto, ki pa se uporablja v obliki zamaškov za vinske steklenice, kot plutasta talna obloga in še na vrsto drugih načinov. 
Naravno prisoten je v jugozahodni Evropi in severozahodni Afriki. 
Dobro prenaša sušo in je zelo nezahteven glede kvalitete prsti. Gozdovi plutovca so dom za številne živalske in rastlinske vrste, ker pa je pluta vse večkrat nadomeščena z drugimi umetnimi materiali je grožnja sečnje teh gozdov vedno večja. Z izsekavanjem plutovca se bi spremenila značilna kulturna krajina, svoje domovanje pa bi izgubile tudi nekatere ogrožene živali kot je iberski ris.
Drevo zraste do 20 m visoko. Lubje debla in močnejših vej ima do 20 cm debelo plast plute. Gojijo ga v severni Afriki, kjer ga imenujejo božje drevo, na Portugalskem, tudi Španiji, južni Franciji, [[Sicilija|Siciliji] in Sardiniji.  
Prvič petletnemu drevesu odstranijo zunanji del lubja in dobijo pluto slabe kakovosti. Po 10 do 12 letih zraste nova plast kakovostne plute.

## Opis

### Splošni izgled drevesa in njegovo lubje
Hrast plutovec je zimzeleno drevo, ki v povprečju zraste v višino 10 do 15 metrov, v redkih primerih pa celo do 25 metrov, premer debla zrelih (starejših) dreves pa lahko meri od 50 do 90 cm. Običajno tvori gosto asimetrično krošnjo, ki se začne 2 do 3 metre od tal in je lahko zelo široko razraščena, če drevo raste na samem. 
Mladi poganjki so poraščeni s finimi dlačicami in so svetlo sive ali celo belkaste barve, starejše veje pa so močne in pogosto skrivenčene.
Drevo požene 1 do 2 metra globoko glavno korenino iz katere se nato razraste več metrov širok sistem korenin, ki potekajo večinoma vodoravno.
Deblo prekriva značilna debela vzdolžno napokana plutasta plast lubja, ki je na površini sivo rjave barve, v notranjosti pa rdečkasto rjave barve. Kambij na gladkem lubju mladih dreves hitro ustvari 3 do 5 cm debelo plast plute. Ko plast plute olupijo je ogoljeno deblo rdečkasto rjave barve in sčasoma potemni.
Les plutovca je podobno kot les drugih vrst hrasta sestavljen iz rjave jedrovine in zunanje svetlejše, včasih svetlo rdečkaste beljave. 
Drevesa lahko v naravi dosežejo starost 400 let, kultivirana drevesa, uporabljena za pridobivanje plute, pa od 150 do 200 let.

### Listje
Listi plutovca so precej debeli in ustnjati. V dolžino merijo med 2,5 in 10 centimetrov v širino pa med 1,2 in 6,5 centimetrov. Njihova oblika je precej različna. Lahko so okrogli, ovalni, suličasti in vseh vmesnih oblik. Običajno imajo na vsaki strani med 5 in 7 ostrih zobcev in koničasto špico. Listno ožilje jasno izstopa iz ravne ploskve na spodnji strani lista. Glavna žila vodi do konice, večje stranske žile pa vodijo do zobcev na straneh lista. Zgornja stran lista je gladka svetlo zelene barve, spodnja stran pa običajno belkasta zaradi goste poraslosti s finimi dlačicami. Listi mladih dreves nimajo dlačic na spodnji strani. Pecelj lista je dolg 6 do 18 milimetrov in so tudi poraščeni z dlačicami. Na dnu peclja je na vsaki strani en majhen, do 5 mm dolg suličast listič rdečkaste barve, ki po prvem letu odpade. Mladi poganki poženejo v aprilu in maju, odpadejo pa enako v aprilu in maju običajno po dveh do treh letih, redkeje pa tudi po enem letu. Menjavanje listov na eno leto je pogostejše na robnih območjih uspevanja plutovca, kjer so mu vremenske razmere manj naklonjene. Ekstremno hladne zime lahko tudi povzročijo popolno ogolitev dreves.

### Cvet
Plutovec je enodomna rastlina, kar pomeni, da se na istem drevesu razvijejo tako moško kot tudi žensko cvetje. Ženski cvetovi tvorijo pokončna socvetja za listi na mladih vejah. Socvetja so porastla z drobnimi dlačicami in običajno dolga med 5 in 30 milimetrov. Sestavljena so iz dveh do petih ločenih cvetov, ki pa vsebujejo majhno, dlakavo, štiri do šestdelno cvetno ovojnico in tri do štiri pestiče. Moška socvetja v obliki mačic prav tako rastejo na mladih vejah za listi. So svetlo rdeče obarvana in pred cvetenjem obrnjena navzgor, kasneje po cvetenju pa povešena, rumenkasto obarvana in dolga med 4 ter 7 centimetri. Posamezen moški cvet je sestavljen iz dlakasto poraščenih venčnih listov, ki so obarvani rdeče, ko so odprti in 4 do 6 ovalnih prašnikov belo rumenkaste barve, ki so običano daljši od venčnih listov.

### Plod
Plodovi so združeni v soplodja. Običajno so to do 4 cm dolgi izrastki, na katerih se nahaja 2 do 8 želodov. Skoraj polovica želoda se nahaja v kapici, ki običajno meri od 2 cm do 2,5 cm v premeru. Zunanja površina kapice je prekrita z dlakastimi luskami sive barve. Želodi so veliki med 2 in 4,5 cm in v premeru merijo od 1 centimetra do 1,8 centimetra. 